# Іга Баумгарт-Вітан
Іга Баумгарт-Вітан (пол. Iga Baumgart-Witan; нар. 11 квітня 1989) — польська легкоатлетка, який спеціалізується у бігу на короткі дистанції.

## Із життєпису
Олімпійська чемпіонка у змішаному естафетному бігу 4×400 метрів (2021). Виступала у попередньому забігу, перемога в якому була здобута з новим рекордом Європи в цій дисципліні (3.10,44).
Срібна олімпійська призерка у жіночій естафеті 4×400 метрів (2021).
Срібна (2019) та бронзова (2017) призерка чемпіонатів світу в жіночій естафеті 4×400 метрів.
Срібна призерка Світових естафет у жіночій естафеті 4×400 метрів (2017).
Чемпіонка Європи у жіночій естафеті 4×400 метрів (2018).
Дворазова чемпіонка Європи в приміщенні у жіночій естафеті 4×400 метрів (2017, 2019).
Дворазова переможниця командних чемпіонатів Європи у жіночій естафеті 4×400 метрів (2017, 2019).
Чемпіонка Універсіади у жіночій естафеті 4×400 метрів (2017).
Чемпіонка Польщі у бігу на 400 метрів (2017, 2019) та у жіночій естафеті 4×400 метрів (2018).
Чемпіонка Польщі в приміщенні у бігу на 400 метрів (2019) та у жіночій естафеті 4×400 метрів (2018, 2019).
Тренується під керівництвом матері, Івони Баумгарт (пол. Iwona Baumgart).
Випускниця Університета Казимира Великого в Бидгощі (спеціальність — фізичне виховання).